# Berchidda
Berchidda é uma comuna italiana da região da Sardenha, província de Sássari, com cerca de 3.177 habitantes. Estende-se por uma área de 202 km², tendo uma densidade populacional de 16 hab/km². Faz fronteira com Alà dei Sardi, Calangianus, Monti, Oschiri, Tempio Pausania.

## Demografia
| Variação demográfica do município entre 1861 e 2011                               |
|                                                                                   |
| Fonte: Istituto Nazionale di Statistica (ISTAT) - Elaboração gráfica da Wikipedia |